# Охота на пиранью
«Охота на пиранью» — российский художественный фильм режиссёра Андрея Кавуна, снятый по сценарию Дмитрия Зверькова. Основой для фильма стала одноимённая книга-бестселлер Александра Бушкова из серии книг про жизнь и приключения Кирилла Мазура по прозвищу «Пиранья».

## Сюжет
Пролог. 1974 год. В теперь уже далёкие советские времена в глубине сибирской тайги, на дне живописного озера была построена секретная лаборатория, в которой разрабатывалось страшное химическое оружие под издевательским названием «Радость жизни». Однажды, в тот самый день, когда сотрудник лаборатории привёл в неё маленького сына, в лаборатории произошла авария, и смертоносное вещество вырвалось из закрытой зоны. По сигналу тревоги сработала система безопасности, все двери в лабораторию были заблокированы, сама лаборатория — затоплена водой (вода дезактивирует это отравляющее вещество). Погибли все, лишь мальчик, которого отец успел вытолкнуть в шлюз, поднялся на поверхность и остался жив. Но все его попытки рассказать о произошедшем были бесполезны; мальчику никто не верил, ведь официально лаборатория не существовала на свете…
Наши дни. 2006 год. В результате переговоров о границе территория, на которой находится озеро с затопленной лабораторией, в ближайшее время может отойти Китаю. Под видом совместного отпуска инструктор спецподразделения «Пиранья» (спецназ ВМФ) Кирилл Мазур (Владимир Машков) и военный химик в звании капитана Ольга Хмельницкая (Светлана Антонова) направляются в Сибирь с заданием дезактивировать оставшиеся в лаборатории запасы вещества и взорвать саму лабораторию.
Задание они выполняют, но сразу после уничтожения лаборатории оказываются в плену у нового «хозяина тайги» Прохора (Евгений Миронов). Прохор — тот самый мальчик, единственный оставшийся в живых во время аварии, ныне — очень богатый и могущественный криминальный авторитет, а также наркоман, держащий в кулаке местный криминал и даже правоохранительные органы. Он сумел добраться до лаборатории и изъять два контейнера смертоносного вещества из девяти, и теперь собирается перепродать «Радость жизни» террористам из группировки «Красный ислам». Но сначала Прохор собирается предаться любимому развлечению — охоте на людей, среди которых и оказываются Мазур и Ольга. Кроме них среди пленников оказывается старик по имени Павел, бывший зэк по кличке Зима, толстяк Игорь, семейная пара Пал Палыч и Вика, а также молодой парень, оказавшийся «подсадной уткой» и начальником охраны Прохора по кличке Сивый. Заключение длится некоторое время, причём один из подручных Прохора убивает старика Павла.
Однажды к Прохору приезжает Ибрагим, брат главаря террористов, договаривающийся о сделке по продаже «Радости». Тем же вечером Прохор устраивает на «заимке» пиршество. Помощник Прохора «штабс-капитан» Петя выводит пленников из «тюрьмы» и предлагает им устроить «развлекательную программу». Никто не горит желанием участвовать, и тогда «штабс» выставляет в «круг» Вику, приказывая ей танцевать под песню «Любо, братцы, любо». Вика, однако, стоит на месте, и тогда «штабс» приказывает ей раздеваться, но та впадает в ступор. Недовольный «Штабс» рвет на ней кофту, после чего Вика частично обнажается, но «штабс», куражась, срывает с неё бюстгальтер. За Вику вступается Мазур и происходит потасовка, после которой происходит короткий разговор Прохора и Мазура.
Наутро пленников выводят на построение и объясняют им правила игры на выживание, кроме того им дают ножи, внутри которых оказались датчики, по которым «охотники» могли отслеживать «дичь». Но Мазур устраивает засаду, убивает двоих охотников и похищает винтовку одного из них, а также находит у них радар, по которому обнаруживает датчики. Пленники сбегают через болото, но погибает толстяк, который был просто не в состоянии бежать дальше. Вернувшись обратно Мазур пытается стрелять в бандитов, но обнаруживает, что винтовка разряжена Зимой.
Мазуру не остаётся ничего, кроме как принять правила игры, возглавить группу живых мишеней и позаботиться, чтобы для охотников это сафари оказалось не менее опасным, чем для «дичи». Ситуация осложняется тем, что ни у кого из беглецов, кроме Мазура, нет серьёзных навыков выживания и боя в дикой местности, и они почти безоружны. Но Мазуру благодаря своей сноровке и смекалке удаётся уничтожить нескольких врагов ловушками и луком кустарного производства. Среди убитых оказывается и убитая Ольгой подруга Прохора наркоманка Синильга. Разгневанный Прохор начинает вести более ожесточенную охоту на Мазура с целью мести. В это время у выживших свои разделы. Детский доктор Павел, решивший, что рядом с героем Мазуром и беглым уголовником Зимой (Сергей Гармаш), на которого положила глаз его жена, ему не место и уходит (вскоре показывается кадр в котором видно что тело мёртвого Павла тащат на вертолете). Спустя некоторое время группа лишается и жены Павла Вики, которая ломает себе позвоночник и оказывается обречённой. Уже влюбившемуся в неё Зиме ничего не остаётся как убить её, чтобы она не мучалась и перед этим он успевает раскрыть своё настоящее имя. В скором времени уже сплотившаяся троица добирается до жилого дома и просит помощи у живущего там паромщика с женой. Не поддавшись на гостеприимство семейной пары Мазур понимает, что это не обычные деревенские, а ставленники Прохора. Благодаря этому им не удается застать Пиранью врасплох и втроём они убивают «местных». Взбешённый Прохор начинает вымещать свою ярость на своих подчинённых и убивает своего начальника охраны Сивого. В это же время Ибрагим, брат главаря террористов, который уже давно устал от забав Прохора, задерживающего продажу «Радости», хочет отменить сделку, но Прохор жестоко убивает его и договаривается с самим главарём, соврав об убийстве Ибрагима неизвестными.
Тем временем Мазур добирается до деревни, где, оказывается, живёт дочь Зимы и троица разделяется. Между Мазуром и Ольгой возникают чувства, и переполненный эмоций Кирилл допускает оплошность, ненадолго оставив Ольгу одну в кафе, полном бандитами, подчинёнными Прохору. Раздосадованный Мазур убивает всех, но Ольгу уже похитили. Он идёт к Зиме за помощью и договаривается с Прохором о встрече в обмен на Ольгу. Плененная Ольга пытается нащупать в Прохоре человеческие чувства, но тщетно, та авария и смерть родителей оставили сильнейший отпечаток в его психике и теперь Прохор не считает себя человеком. Мазур и Зима подъезжают к месту встречи и пытаются обмануть Прохора, чтобы Кирилл застал его врасплох, но там Зима сдаёт Мазура подручным Прохора и в итоге погибает в перестрелке с ними. В перестрелке также гибнет Кузьмич. Мазур с большим трудом расправляется с ними .Но Прохор неожиданно нокаутирует Мазура и стреляет ему в область живота, не зная, что Пиранья оснащён бронежилетом. Перед уходом он поджигает строение где находится Ольга. Пришедший в себя Мазур пытается спасти свою спутницу из огненной ловушки, но ему не удаётся. После этого приезжает начальство. Генерал Глаголев, руководивший операцией и плевать хотевший на жизнь её исполнителей, ведь его интересовало только её выполнение, начинает отчитывать Мазура за то, что они упустили два контейнера с «Радостью», но за него заступается начальник адмирал Невзоров и хочет помочь Мазуру со срывом сделки между Прохором и террористами. Мазур догадывается, что Прохор и «Красный Ислам» устроят сделку по ту сторону границы с Китаем и с помощью своего друга полковника Нечаева, который также посвящен в планы операции, перехватывает поезд, на котором Прохор вместе с «Радостью жизни», охраняемый конвоем из продажных милицейских сотрудников, движется в сторону Китая. Находящийся в фрустрации из-за потери Мазур настроен решительно и устраняет всех предателей милицейских сотрудников во главе с полковником Дороховым и наконец добирается до Прохора. В финальной схватке Мазур несколько раз протыкает Прохора и поджигает его, но тот продолжает биться, заявляя, что его нельзя убить, но Пиранье удаётся выкинуть его с поезда и Прохор, предположительно, погибает. Поезд остановлен, «Радость жизни» в руках властей, а Мазур встречает Ольгу, которой удалось спастись из горящего здания.

## В ролях
| Актёр             | Роль                                             |
| ----------------- | ------------------------------------------------ |
| Владимир Машков   | Кирилл Мазур, полковник, агент спецподразделения |
| Евгений Миронов   | «Прохор Петрович (Громов)»                       |
| Андрей Мерзликин  | штабс-капитан Петруха                            |
| Светлана Антонова | Ольга Хмельницкая                                |
| Сергей Гармаш     | зэк Николай по прозвищу «Зима»                   |
| Михаил Ефремов    | начальник УВД Дорохов                            |
| Александр Новин   | поставщик оружия Санчо                           |
| Виктория Исакова  | «Синильга» Подруга Прохора                       |
| Анна Банщикова    | Виктория                                         |
| Алексей Горбунов  | Кузьмич                                          |
| Рамиль Сабитов    | Ибрагим                                          |
| Александр Голубев | начальник службы безопасности Прохора «Сивый»    |
| Игорь Арташонов   | друг и коллега Мазура полковник Нечаев           |
| Александр Сирин   | детский врач Павел Павлович Муж Виктории         |

| Актёр               | Роль                              |
| ------------------- | --------------------------------- |
| Сергей Петров       | химик №1                          |
| Сергей Сосновский   | химик №2                          |
| Андрей Перепечко    | Толстяк Игорь Лукич               |
| Олег Кныш           | отец Прохора                      |
| Максим Дрозд        | Василий Степанович Жгутов         |
| Андрей Невраев      | охранник                          |
| Анна Уколова        | жена паромщика Нина               |
| Юрий Пристром       | паромщик Николай                  |
| Владимир Новиков    | генерал Глаголев                  |
| Борис Полунин       | адмирал Невзоров («Морской Змей») |
| Болот Байрышев      | Эвенк                             |
| Артём Кавун         | Прохор в детстве                  |
| Андрей Дубровский   | Мишаня                            |
| Александр Олейников |                                   |
| Сергей Власов       |                                   |

## Награды и номинации
| Награды и номинации     | Награды и номинации     | Награды и номинации                                  | Награды и номинации | Награды и номинации |
| Награда                 | Категория               | Номинант                                             | Результат           |                     |
| ----------------------- | ----------------------- | ---------------------------------------------------- | ------------------- | ------------------- |
| MTV Russia Movie Awards | «Лучший кинозлодей»     | Евгений Миронов                                      | Победа              |                     |
| MTV Russia Movie Awards | «Самая зрелищная сцена» | Перестрелка в придорожной шашлычной города Шантарска | Номинация           |                     |
| MTV Russia Movie Awards | «Лучшая кинокоманда»    |                                                      | Номинация           |                     |
| MTV Russia Movie Awards | «Лучшая мужская роль»   | Владимир Машков                                      | Номинация           |                     |

## Саундтрек
1. TAR — «Эвенкийский Блюз»
2. Гандурас — «Капитан»
3. TAR feat. Болот — «Тема Эвенка»
4. TAR & Место встречи feat. Вера Алоэ — «Кем он был…»
5. TAR — «Тема тайги»
6. За Деньги — «Хочется жить»
7. Вера Алоэ — «У неба на глазах»
8. TAR — «Смерть охотницы»
9. TAR — «Тема Вики»
10. Слот — «Пуля»
11. beZ bileta feat. Болот — «Сибирская Охота»
12. ТТ-34 — «Иной»
13. TT-34 — «Медляк»
14. beZ bileta — «Готовься к бою»
15. Гандурас — «Спецназовец»
16. beZ bileta — «Бой. Завод»
17. TAR feat. Болот — «Эвенкийский Блюз (Original)»
18. TT-34 — «Два шага до неба»
19. Шнель Шпрехен — «Гетто-диско»
20. beZ bileta — «В огне»
21. Неонавт — Полароиды
22. Rob Terry & Mesmer — «Piranha Mix»
23. TAR — «Прощальная»

## Съёмки фильма
- Съёмочный период фильма длился 48 дней. Съёмки проходили в Республике Карелия (город Медвежьегорск — озеро Плотичье (Мыльное), где снималась «тайга» и непосредственно сама охота, а также несколько сцен в самом городе, затем несколько дней в Москве — подводные съёмки. Под Минском была выстроена «заимка в тайге». Кинематографическое поселение сразу стало местной достопримечательностью.
- Машков и Миронов снимались вместе во многих картинах («Делай — раз!», «Лимита», «Мама», «Идиот», «Пепел»). Однако в этой ленте актёры впервые поменялись привычными амплуа: Владимир Машков играет положительного героя, Евгений Миронов — злодея.
- Идея покрасить волосы в белый цвет принадлежит самому Евгению Миронову. Он счёл, что белый цвет волос придаст жёсткости его герою.
- Почти все трюки в фильме актёры выполняют сами. Владимир Машков поставил это непременным условием своего участия в фильме.
- Съёмочная группа разыскала бывшего спецназовца ГРУ, который провёл мастер-класс по выживанию в лесу и изготовлению «самопального» оружия: лука, тетивы, стрел.
- В эпизоде с изготовлением тетивы Светлане Антоновой действительно отрезают её собственные волосы — режиссёр посчитал, что настоящие чувства можно будет отобразить только в этом случае.
- Также была выпущена режиссёрская (телевизионная) версия фильма длительностью приблизительно 167 минут.

## Фильм и книга
- Фильм и одноимённая книга сильно отличаются по сюжету. В частности, в книге нет никакого химического оружия и спецзадания, а Мазур с женой Ольгой (из которой в фильме получилась героиня Светланы Антоновой) в отпуске просто сплавляются на плоту по таёжной реке, где их и захватывают подручные Прохора. Если «таёжная» часть приключений героев фильма выдержана более или менее в рамках описанного в книге, то «городская» — придумана заново. В финале романа Ольга гибнет, тогда как в фильме ей удаётся выжить в практически безвыходной ситуации.
- В фильме на этом не акцентировано внимание, но имя героя Миронова (Прохор Петрович), его женщины (Синильга), место действия картины (тайга), одежда жителей заимки — прямые отсылки к роману В. Шишкова «Угрюм-река». По сюжету книги Прохор фанатично следовал «Угрюм-реке», и все его подчинённые на «заимке» играли роли определённых персонажей этого романа.
- Главный аспект сюжета — охота на людей — также различен в книге и фильме. В книге эта охота является своеобразным бизнесом (который, как выясняется впоследствии, курировался представителями иностранных спецслужб) для «Прохора Петровича», приглашающего на неё иностранцев, тогда как в фильме охота является всего лишь «игрой» для «хозяина тайги».
- В 2014 году студией «Мотор Фильм Студия» была снята новая экранизация книги Бушкова — фильм «След Пираньи».
- В фильме члены банды Прохора носят костюмы многих исторических персонажей, так «штабс» и его люди носят униформу белогвардейцев, особенно различима на некоторых форма белоказаков атамана Анненкова. Учитывая жестокость реального атамана и его людей, картина придаёт антуражности и зловещего шарма и людям Прохора.

## Критика
Роман Волобуев, «Афиша»:

Не знаю, как тут правильно делить лавры и кто главный молодец — режиссёр Кавун, снявший все эти несусветные ракурсы машковской физиономии на фоне таёжных закатов, или сам хозяин физиономии; продюсер Тодоровский или всё-таки драматург Зверьков (бывший сценарист «ОСП-студии» и, как ни странно это осознавать, видимо, главная на сегодняшний день надежда русской кинодраматургии), насочинявший поверх бушковского сюжета сущей монтипайтоновщины («Если это оружие попадёт не в те руки, погибнет полмира!» — «Гм. А если в те, то весь?»). И кстати, в плане поиска национального киногероя — это грандиозный шаг вперёд. Подлинное величие так обычно и рождается — на стыке героизма с идиотизмом.

Алекс Экслер, «Exler.ru»:

…налицо — вполне достойный боевик, который я посмотрел даже и не без удовольствия. Сценарий обсуждать не будем, потому что логика сценаристов боевиков традиционно не имеет ничего общего с общечеловеческой логикой, а вот всё остальное сделано грамотно, динамично, захватывающе и боевито. Если раньше, когда наши пытались подражать западным боевикам, это смотрелось достаточно убого, то сейчас уже всё выглядит вполне достойно. За зрелищность, динамизм и юмор готов поставить твердую четвёрку, а актёрские работы здесь даже лучше, чем обычно полагается в боевиках.

Юрий Лущинский, «КГ-Портал»:

…картина лихо и уверенно показывает набор эффектов на уровне типичного боевика, и точно не мается комплексами от своего пробу-ставить-некуда сюжета. Не марается высоким героическим пафосом. При любом удобном случае острит — чаще всего, удачно. Но при всём при этом у «Охоты» нет ничего своего. Она полностью лишена индивидуальности и даже в лучших своих проявлениях в патентном бюро ей делать нечего — засмеют. Экшены последнего десятилетия под гнётом жестокого отбора и конкуренции только и делали, что старались приобрести собственное лицо, дабы как можно ярче выделяться из серой массы. На счастье режиссёра Кавуна, серая масса в нашем кинематографическом заповеднике отсутствует. К его же несчастью — когда выйдет что-то более достойное, «Охота на пиранью» вполне может ею стать.

Катерина Тарханова, «Film.ru»:

Так снимать сегодня неприлично… <…> Неприличие — что всё ясно буквально с первой минуты. Пересказывать сюжет нет никакого смысла, так как за отсутствием хоть каких-нибудь неожиданностей спойлером будет всё, каждый из предсказуемых кадров. На «Империи волков» весь первый час не понимаешь вообще ни черта и ловишь каждый звук, взгляд, поворот винта и погодные условия, пытаясь разобраться. С другой стороны, «Небесный капитан и мир будущего» загадочен много меньше, однако там напридумано столько поворотов плюс суперостроумные роли и диалоги на фоне невиданных спецэффектов, что выйдешь покурить — потеряешь часть удовольствия. В «Охоте на пиранью» придумыванием не затруднялись. Одна фраза Машкова, которую стоит запомнить («И это нормально»). Чисто физические формы Светланы Антоновой, но только до тех пор, пока она не открывает рот. «Куда тебя ранили?», «Откуда кровь?», «Неужели температура?», «Срочно врача!!!», «Как ты мог, милый мой, дорогой, любимый, единственный…» — и поцелуй в диафрагму. Предел мечтаний наследников триллеров Достоевского.

Андрей Плахов, «Коммерсантъ»:

Жанр терпит любую глупость и оставляет мало простора для оригинальности. Хороша, однако, геополитическая мотивировка экспедиции: скоро участок территории с озером должен отойти Китаю: намёк на антинародное правительство? <…> Хорош также хронометраж ударных эпизодов. Ровно на 40-й минуте, когда идиотизм сюжета уже не выдерживает собственной нагрузки, происходит наконец встреча Владимира Машкова со своим заклятым другом-антагонистом по жизни и по искусству. Евгений Миронов, играющий злодея Прохора, предстаёт в совершенно несусветном виде с мелированными волосами и другими прибамбасами…

Роман Корнеев, «Кинокадр»:

Переделка вполне себе трэш-боевичкового сюжета романа Бушкова в научно-фантастический боевик тоже — вполне в рамках традиции. Так и слышу этот диалог сценариста с продюсером: что, едет в Сибирь в отпуск? — да, так в книжке. — с женой? — с женой. — нет, так не интересно, пусть он едет не в отпуск, а работать, и не с женой, а с эротической коллегой, от которой он будет всю дорогу спасать мир. В нашем кинопроизводстве сейчас и не такое случается.